# Primera División B Nacional 2025 (Paraguay)
El Campeonato Nacional B 2025 es el torneo de la Primera División B Nacional del fútbol paraguayo organizado por la Unión del Fútbol del Interior (UFI). El certamen dió inicio el 10 de agosto y cuyo campeón disputará un cupo para la Intermedia 2026 ante el 2° mejor ubicado de la Primera B Metropolitana 2025.

## Equipos participantes

### Localización
La mayoría de los equipos son del departamento de Alto Paraná. Otros son de Caaguazú. Mientras que el resto son de Canindeyú, Concepción y Guairá.
| Distrito capital/Departamento | Cantidad | Equipos |
| ----------------------------- | -------- | --- |
| Departamento de Alto Paraná   | 8        | 3 de Febrero, 13 de Junio (CDE), Ciudad Nueva, Minga Guazú, Patriotas, R.I.3 Corrales, Gremio Sol del Este, Guarani (Minga Guazú). |
| Departamento de Concepción    | 1        | General Garay |
| Departamento de Caaguazú      | 4        | Deportivo Caaguazú, Ovetense, JDK - San Jose de los Arroyos, Sportivo Campo 9.                                                     |
| Departamento de Canindeyú     | 2        | Nacional (Salto del Guairá), Salto del Guairá.                                                                                     |
| Departamento de Guairá        | 1        | 15 de Mayo |

### Información de equipos
Listado de los equipos que disputaran este torneo. El número de equipos participantes para esta temporada será de 16:
| Equipo                     | Ciudad                           | Estadio                        | Capacidad | Fundación                |
| 15 de Mayo                 | Itapé                            | Estadio 15 de Mayo             | 1.000     | 15 de mayo de 1923       |
| Atl. 13 de Junio           | Ciudad del Este                  |                                | 2.500     | 13 de junio de 1964      |
| Atl. 3 de Febrero          | Ciudad del Este                  | Antonio Aranda                 | 30.000    | 20 de noviembre de 1970  |
| Ciudad Nueva               | Ciudad del Este                  |                                |           | 10 de abril de 1980      |
| CSD Salto del Guairá       | Salto del Guairá                 | Emigdio Vallejos               | 2.000     | 5 de julio de 1964       |
| Deportivo Caaguazú         | Caaguazú                         | Federico Llamosas              | 7.000     | 16 de septiembre de 2008 |
| Deportivo Minga Guazú      | Minga Guazú                      | Pa'i Coronel                   | 1.300     | 6 de julio de 1968       |
| Gral. Eugenio A. Garay FBC | Concepción                       | Gral. José Martínez Perez      |           | 1 de marzo de 1957       |
| Gremio Sol del Este        | Ciudad del Este                  | Complejo Online KM 12 Monday   | 3.000     | 26 de enero del 2009     |
| Guarani                    | Minga Guazú                      |                                |           | 12 de octubre de 1964    |
| JDK                        | San José de los Arroyos          | Rubén Barrientos               | 4.000     | 27 de octubre de 2010    |
| Nacional                   | Salto del Guairá                 | Ary Arthur Méndez              | 2.000     | 2 de febrero de 1975     |
| Ovetense FC                | Coronel Oviedo                   | Ovetenses Unidos               | 10.000    | 5 de noviembre de 2015   |
| Patriotas FC               | Hernandarias                     | Complejo Patriotas             | 3.000     | 6 de febrero de 2021     |
| R.I. 3 Corrales            | Ciudad del Este                  | General Eduardo Torreani Viera | 3.000     | 29 de septiembre de 1980 |
| Sportivo Campo 9           | Doctor Juan Eulogio Estigarribia | Don José Zárate                |           | 12 de junio de 1969      |
| -------------------------- | -------------------------------- | ------------------------------ | --------- | ------------------------ |

## Primera fase
La primera de 4 fases será desarrollada en 2 grupos de 8 equipos, de los cuales, los 4 primeros de cada grupo avanzaran a la siguiente fase:

### Grupo A
| Pos. | Equipo                | Pts. | PJ | G | E | P | GF | GC | Dif. |  |
| ---- | --------------------- | ---- | -- | - | - | - | -- | -- | ---- |  |
| 1    | 3 de Febrero          | 4    | 2  | 1 | 1 | 0 | 5  | 0  | +5   |  |
| 2    | Deportivo Caaguazú    | 4    | 2  | 1 | 1 | 0 | 2  | 0  | +2   |  |
| 3    | R.I. 3 Corrales       | 4    | 2  | 1 | 1 | 0 | 2  | 1  | +1   |  |
| 4    | 15 de Mayo            | 4    | 2  | 1 | 1 | 0 | 1  | 0  | +1   |  |
| 5    | Deportivo Minga Guazú | 3    | 2  | 1 | 0 | 1 | 2  | 1  | +1   |  |
| 6    | Ciudad Nueva          | 1    | 2  | 0 | 1 | 1 | 1  | 2  | −1   |  |
| 7    | JDK                   | 1    | 2  | 0 | 1 | 1 | 0  | 2  | −2   |  |
| 8    | Gremio Sol del Este   | 0    | 2  | 0 | 0 | 2 | 0  | 7  | −7   |  |

Actualizado a los partidos jugados el 17 de agosto de 2025.
 Fuente: APF
| SF | Clasificados a Segunda Fase |

| Fecha 1               | Fecha 1   | Fecha 1             | Fecha 1        | Fecha 1      | Fecha 1 | Fecha 1 |
| Equipo 1              | Resultado | Equipo 2            | Estadio        | Día          | Hora    |         |
| --------------------- | --------- | ------------------- | -------------- | ------------ | ------- | ------- |
| Deportivo Caaguazú    | 0 – 0     | R.I. 3 Corrales     | Bosque Grande  | 10 de agosto | 15:00   |         |
| 3 de Febrero          | 5 – 0     | Gremio Sol del Este | Felipe Gimenez | 10 de agosto | 15:00   |         |
| Deportivo Minga Guazú | 2 – 0     | JDK                 | Pa'i Coronel   | 10 de agosto | 15:00   |         |
| Ciudad Nueva          | 0 – 0     | 15 de Mayo          | Carlos Barreto | 10 de agosto | 15:00   |         |

| Fecha 2               | Fecha 2   | Fecha 2            | Fecha 2                      | Fecha 2      | Fecha 2 | Fecha 2 |
| Equipo 1              | Resultado | Equipo 2           | Estadio                      | Día          | Hora    |         |
| --------------------- | --------- | ------------------ | ---------------------------- | ------------ | ------- | ------- |
| JDK                   | 0 – 0     | 3 de Febrero       | Ruben Barrientos             | 17 de agosto | 15:00   |         |
| Gremio Sol del Este   | 0 – 2     | Deportivo Caaguazú | Complejo Online KM 12 Monday | 17 de agosto | 15:00   |         |
| R.I. 3 Corrales       | 2 – 1     | Ciudad Nueva       | R.I. 3 Corrales              | 17 de agosto | 15:00   |         |
| Deportivo Minga Guazú | 0 – 1     | 15 de Mayo         | Pa'i Coronel                 | 17 de agosto | 15:00   |         |

| Fecha 3            | Fecha 3   | Fecha 3               | Fecha 3 | Fecha 3 | Fecha 3 | Fecha 3 |
| Equipo 1           | Resultado | Equipo 2              | Estadio | Día     | Hora    |         |
| ------------------ | --------- | --------------------- | ------- | ------- | ------- | ------- |
| Ciudad Nueva       | –         | Gremio Sol del Este   |         |         |         |         |
| Deportivo Caaguazú | –         | JDK                   |         |         |         |         |
| 3 de Febrero       | –         | Deportivo Minga Guazú |         |         |         |         |
| 15 de Mayo         | –         | R.I. 3 Corrales       |         |         |         |         |

| Fecha 4               | Fecha 4   | Fecha 4            | Fecha 4 | Fecha 4 | Fecha 4 | Fecha 4 |
| Equipo 1              | Resultado | Equipo 2           | Estadio | Día     | Hora    |         |
| --------------------- | --------- | ------------------ | ------- | ------- | ------- | ------- |
| Deportivo Minga Guazú | –         | Deportivo Caaguazú |         |         |         |         |
| JDK                   | –         | Ciudad Nueva       |         |         |         |         |
| Gremio Sol del Este   | –         | R.I. 3 Corrales    |         |         |         |         |
| 3 de Febrero          | –         | 15 de Mayo         |         |         |         |         |

| Fecha 5            | Fecha 5   | Fecha 5               | Fecha 5 | Fecha 5 | Fecha 5 | Fecha 5 |
| Equipo 1           | Resultado | Equipo 2              | Estadio | Día     | Hora    |         |
| ------------------ | --------- | --------------------- | ------- | ------- | ------- | ------- |
| R.I. 3 Corrales    | –         | JDK                   |         |         |         |         |
| Ciudad Nueva       | –         | Deportivo Minga Guazú |         |         |         |         |
| Deportivo Caaguazú | –         | 3 de Febrero          |         |         |         |         |
| 15 de Mayo         | –         | Gremio Sol del Este   |         |         |         |         |

| Fecha 6               | Fecha 6   | Fecha 6             | Fecha 6 | Fecha 6 | Fecha 6 | Fecha 6 |
| Equipo 1              | Resultado | Equipo 2            | Estadio | Día     | Hora    |         |
| --------------------- | --------- | ------------------- | ------- | ------- | ------- | ------- |
| 3 de Febrero          | –         | Ciudad Nueva        |         |         |         |         |
| Deportivo Minga Guazú | –         | R.I. 3 Corrales     |         |         |         |         |
| JDK                   | –         | Gremio Sol del Este |         |         |         |         |
| Deportivo Caaguazú    | –         | 15 de Mayo          |         |         |         |         |

| Fecha 7             | Fecha 7   | Fecha 7               | Fecha 7 | Fecha 7 | Fecha 7 | Fecha 7 |
| Equipo 1            | Resultado | Equipo 2              | Estadio | Día     | Hora    |         |
| ------------------- | --------- | --------------------- | ------- | ------- | ------- | ------- |
| Gremio Sol del Este | –         | Deportivo Minga Guazú |         |         |         |         |
| R.I. 3 Corrales     | –         | 3 de Febrero          |         |         |         |         |
| Ciudad Nueva        | –         | Deportivo Caaguazú    |         |         |         |         |
| 15 de Mayo          | –         | JDK                   |         |         |         |         |

| Fecha 8               | Fecha 8   | Fecha 8             | Fecha 8 | Fecha 8 | Fecha 8 | Fecha 8 |
| Equipo 1              | Resultado | Equipo 2            | Estadio | Día     | Hora    |         |
| --------------------- | --------- | ------------------- | ------- | ------- | ------- | ------- |
| Deportivo Caaguazú    | –         | R.I. 3 Corrales     |         |         |         |         |
| 3 de Febrero          | –         | Gremio Sol del Este |         |         |         |         |
| Deportivo Minga Guazú | –         | JDK                 |         |         |         |         |
| Ciudad Nueva          | –         | 15 de Mayo          |         |         |         |         |

| Fecha 9               | Fecha 9   | Fecha 9            | Fecha 9 | Fecha 9 | Fecha 9 | Fecha 9 |
| Equipo 1              | Resultado | Equipo 2           | Estadio | Día     | Hora    |         |
| --------------------- | --------- | ------------------ | ------- | ------- | ------- | ------- |
| JDK                   | –         | 3 de Febrero       |         |         |         |         |
| Gremio Sol del Este   | –         | Deportivo Caaguazú |         |         |         |         |
| R.I. 3 Corrales       | –         | Ciudad Nueva       |         |         |         |         |
| Deportivo Minga Guazú | –         | 15 de Mayo         |         |         |         |         |

| Fecha 10           | Fecha 10  | Fecha 10              | Fecha 10 | Fecha 10 | Fecha 10 | Fecha 10 |
| Equipo 1           | Resultado | Equipo 2              | Estadio  | Día      | Hora     |          |
| ------------------ | --------- | --------------------- | -------- | -------- | -------- | -------- |
| Ciudad Nueva       | –         | Gremio Sol del Este   |          |          |          |          |
| Deportivo Caaguazú | –         | JDK                   |          |          |          |          |
| 3 de Febrero       | –         | Deportivo Minga Guazú |          |          |          |          |
| 15 de Mayo         | –         | R.I. 3 Corrales       |          |          |          |          |

| Fecha 11              | Fecha 11  | Fecha 11           | Fecha 11 | Fecha 11 | Fecha 11 | Fecha 11 |
| Equipo 1              | Resultado | Equipo 2           | Estadio  | Día      | Hora     |          |
| --------------------- | --------- | ------------------ | -------- | -------- | -------- | -------- |
| Deportivo Minga Guazú | –         | Deportivo Caaguazú |          |          |          |          |
| JDK                   | –         | Ciudad Nueva       |          |          |          |          |
| Gremio Sol del Este   | –         | R.I. 3 Corrales    |          |          |          |          |
| 3 de Febrero          | –         | 15 de Mayo         |          |          |          |          |

| Fecha 12           | Fecha 12  | Fecha 12              | Fecha 12 | Fecha 12 | Fecha 12 | Fecha 12 |
| Equipo 1           | Resultado | Equipo 2              | Estadio  | Día      | Hora     |          |
| ------------------ | --------- | --------------------- | -------- | -------- | -------- | -------- |
| R.I. 3 Corrales    | –         | JDK                   |          |          |          |          |
| Ciudad Nueva       | –         | Deportivo Minga Guazú |          |          |          |          |
| Deportivo Caaguazú | –         | 3 de Febrero          |          |          |          |          |
| 15 de Mayo         | –         | Gremio Sol del Este   |          |          |          |          |

| Fecha 13              | Fecha 13  | Fecha 13            | Fecha 13 | Fecha 13 | Fecha 13 | Fecha 13 |
| Equipo 1              | Resultado | Equipo 2            | Estadio  | Día      | Hora     |          |
| --------------------- | --------- | ------------------- | -------- | -------- | -------- | -------- |
| 3 de Febrero          | –         | Ciudad Nueva        |          |          |          |          |
| Deportivo Minga Guazú | –         | R.I. 3 Corrales     |          |          |          |          |
| JDK                   | –         | Gremio Sol del Este |          |          |          |          |
| Deportivo Caaguazú    | –         | 15 de Mayo          |          |          |          |          |

| Fecha 14            | Fecha 14  | Fecha 14              | Fecha 14 | Fecha 14 | Fecha 14 | Fecha 14 |
| Equipo 1            | Resultado | Equipo 2              | Estadio  | Día      | Hora     |          |
| ------------------- | --------- | --------------------- | -------- | -------- | -------- | -------- |
| Gremio Sol del Este | –         | Deportivo Minga Guazú |          |          |          |          |
| R.I. 3 Corrales     | –         | 3 de Febrero          |          |          |          |          |
| Ciudad Nueva        | –         | Deportivo Caaguazú    |          |          |          |          |
| 15 de Mayo          | –         | JDK                   |          |          |          |          |

### Grupo B
| Pos. | Equipo                      | Pts. | PJ | G | E | P | GF | GC | Dif. |  |
| ---- | --------------------------- | ---- | -- | - | - | - | -- | -- | ---- |  |
| 1    | Ovetense                    | 6    | 2  | 2 | 0 | 0 | 2  | 0  | +2   |  |
| 2    | 13 de Junio                 | 4    | 2  | 1 | 1 | 0 | 1  | 0  | +1   |  |
| 3    | Guarani (Minga Guazú)       | 4    | 2  | 1 | 1 | 0 | 1  | 0  | +1   |  |
| 4    | Salto del Guairá            | 3    | 2  | 1 | 0 | 1 | 1  | 1  | 0    |  |
| 5    | General Garay               | 1    | 2  | 0 | 1 | 1 | 2  | 3  | −1   |  |
| 6    | Nacional (Salto del Guairá) | 1    | 2  | 0 | 1 | 1 | 2  | 3  | −1   |  |
| 7    | Patriotas                   | 1    | 2  | 0 | 1 | 1 | 1  | 2  | −1   |  |
| 8    | Sportivo Campo 9            | 1    | 2  | 0 | 1 | 1 | 1  | 2  | −1   |  |

Actualizado a los partidos jugados el 10 de agosto de 2025.
 Fuente: APF
| SF | Clasificados a Segunda Fase |

| Fecha 1          | Fecha 1   | Fecha 1                     | Fecha 1                   | Fecha 1      | Fecha 1 | Fecha 1 |
| Equipo 1         | Resultado | Equipo 2                    | Estadio                   | Día          | Hora    |         |
| ---------------- | --------- | --------------------------- | ------------------------- | ------------ | ------- | ------- |
| Sportivo Campo 9 | 1 – 1     | Patriotas                   | Sportivo Campo 9          | 10 de agosto | 15:00   |         |
| General Garay    | 0 – 1     | Ovetense                    | Gral. José Martínez Pérez | 10 de agosto | 15:00   |         |
| Salto del Guairá | 1 – 0     | Nacional (Salto del Guairá) | Emigdio Vallejos          | 10 de agosto | 15:00   |         |
| 13 de Junio      | 0 – 0     | Guarani (Minga Guazú)       | 13 de Junio               | 10 de agosto | 15:00   |         |

| Fecha 2                     | Fecha 2   | Fecha 2               | Fecha 2             | Fecha 2      | Fecha 2 | Fecha 2 |
| Equipo 1                    | Resultado | Equipo 2              | Estadio             | Día          | Hora    |         |
| --------------------------- | --------- | --------------------- | ------------------- | ------------ | ------- | ------- |
| Nacional (Salto del Guairá) | 2 – 2     | General Garay         | Ary Arthur Méndez   | 17 de agosto | 15:00   |         |
| Ovetense                    | 1 – 0     | Sportivo Campo 9      | Club Coronel Oviedo | 17 de agosto | 15:00   |         |
| Patriotas                   | 0 – 1     | 13 de Junio           | Complejo Patriotas  | 17 de agosto | 15:00   |         |
| Salto del Guairá            | 0 – 1     | Guarani (Minga Guazú) | Emigdio Vallejos    | 17 de agosto | 15:00   |         |

| Fecha 3               | Fecha 3   | Fecha 3                     | Fecha 3 | Fecha 3 | Fecha 3 | Fecha 3 |
| Equipo 1              | Resultado | Equipo 2                    | Estadio | Día     | Hora    |         |
| --------------------- | --------- | --------------------------- | ------- | ------- | ------- | ------- |
| 13 de Junio           | –         | Ovetense                    |         |         |         |         |
| Sportivo Campo 9      | –         | Nacional (Salto del Guairá) |         |         |         |         |
| General Garay         | –         | Salto del Guairá            |         |         |         |         |
| Guarani (Minga Guazú) | –         | Patriotas                   |         |         |         |         |

| Fecha 4                     | Fecha 4   | Fecha 4               | Fecha 4 | Fecha 4 | Fecha 4 | Fecha 4 |
| Equipo 1                    | Resultado | Equipo 2              | Estadio | Día     | Hora    |         |
| --------------------------- | --------- | --------------------- | ------- | ------- | ------- | ------- |
| Salto del Guairá            | –         | Sportivo Campo 9      |         |         |         |         |
| Nacional (Salto del Guairá) | –         | 13 de Junio           |         |         |         |         |
| Ovetense                    | –         | Patriotas             |         |         |         |         |
| General Garay               | –         | Guarani (Minga Guazú) |         |         |         |         |

| Fecha 5               | Fecha 5   | Fecha 5                     | Fecha 5 | Fecha 5 | Fecha 5 | Fecha 5 |
| Equipo 1              | Resultado | Equipo 2                    | Estadio | Día     | Hora    |         |
| --------------------- | --------- | --------------------------- | ------- | ------- | ------- | ------- |
| Patriotas             | –         | Nacional (Salto del Guairá) |         |         |         |         |
| 13 de Junio           | –         | Salto del Guairá            |         |         |         |         |
| Sportivo Campo 9      | –         | General Garay               |         |         |         |         |
| Guarani (Minga Guazú) | –         | Ovetense                    |         |         |         |         |

| Fecha 6                     | Fecha 6   | Fecha 6               | Fecha 6 | Fecha 6 | Fecha 6 | Fecha 6 |
| Equipo 1                    | Resultado | Equipo 2              | Estadio | Día     | Hora    |         |
| --------------------------- | --------- | --------------------- | ------- | ------- | ------- | ------- |
| General Garay               | –         | 13 de Junio           |         |         |         |         |
| Salto del Guairá            | –         | Patriotas             |         |         |         |         |
| Nacional (Salto del Guairá) | –         | Ovetense              |         |         |         |         |
| Sportivo Campo 9            | –         | Guarani (Minga Guazú) |         |         |         |         |

| Fecha 7               | Fecha 7   | Fecha 7                     | Fecha 7 | Fecha 7 | Fecha 7 | Fecha 7 |
| Equipo 1              | Resultado | Equipo 2                    | Estadio | Día     | Hora    |         |
| --------------------- | --------- | --------------------------- | ------- | ------- | ------- | ------- |
| Ovetense              | –         | Salto del Guairá            |         |         |         |         |
| Patriotas             | –         | General Garay               |         |         |         |         |
| 13 de Junio           | –         | Sportivo Campo 9            |         |         |         |         |
| Guarani (Minga Guazú) | –         | Nacional (Salto del Guairá) |         |         |         |         |

| Fecha 8          | Fecha 8   | Fecha 8                     | Fecha 8 | Fecha 8 | Fecha 8 | Fecha 8 |
| Equipo 1         | Resultado | Equipo 2                    | Estadio | Día     | Hora    |         |
| ---------------- | --------- | --------------------------- | ------- | ------- | ------- | ------- |
| Sportivo Campo 9 | –         | Patriotas                   |         |         |         |         |
| General Garay    | –         | Ovetense                    |         |         |         |         |
| Salto del Guairá | –         | Nacional (Salto del Guairá) |         |         |         |         |
| 13 de Junio      | –         | Guarani (Minga Guazú)       |         |         |         |         |

| Fecha 9                     | Fecha 9   | Fecha 9               | Fecha 9 | Fecha 9 | Fecha 9 | Fecha 9 |
| Equipo 1                    | Resultado | Equipo 2              | Estadio | Día     | Hora    |         |
| --------------------------- | --------- | --------------------- | ------- | ------- | ------- | ------- |
| Nacional (Salto del Guairá) | –         | General Garay         |         |         |         |         |
| Ovetense                    | –         | Sportivo Campo 9      |         |         |         |         |
| Patriotas                   | –         | 13 de Junio           |         |         |         |         |
| Salto del Guairá            | –         | Guarani (Minga Guazú) |         |         |         |         |

| Fecha 10              | Fecha 10  | Fecha 10                    | Fecha 10 | Fecha 10 | Fecha 10 | Fecha 10 |
| Equipo 1              | Resultado | Equipo 2                    | Estadio  | Día      | Hora     |          |
| --------------------- | --------- | --------------------------- | -------- | -------- | -------- | -------- |
| 13 de Junio           | –         | Ovetense                    |          |          |          |          |
| Sportivo Campo 9      | –         | Nacional (Salto del Guairá) |          |          |          |          |
| General Garay         | –         | Salto del Guairá            |          |          |          |          |
| Guarani (Minga Guazú) | –         | Patriotas                   |          |          |          |          |

| Fecha 11                    | Fecha 11  | Fecha 11              | Fecha 11 | Fecha 11 | Fecha 11 | Fecha 11 |
| Equipo 1                    | Resultado | Equipo 2              | Estadio  | Día      | Hora     |          |
| --------------------------- | --------- | --------------------- | -------- | -------- | -------- | -------- |
| Salto del Guairá            | –         | Sportivo Campo 9      |          |          |          |          |
| Nacional (Salto del Guairá) | –         | 13 de Junio           |          |          |          |          |
| Ovetense                    | –         | Patriotas             |          |          |          |          |
| General Garay               | –         | Guarani (Minga Guazú) |          |          |          |          |

| Fecha 12              | Fecha 12  | Fecha 12                    | Fecha 12 | Fecha 12 | Fecha 12 | Fecha 12 |
| Equipo 1              | Resultado | Equipo 2                    | Estadio  | Día      | Hora     |          |
| --------------------- | --------- | --------------------------- | -------- | -------- | -------- | -------- |
| Patriotas             | –         | Nacional (Salto del Guairá) |          |          |          |          |
| 13 de Junio           | –         | Salto del Guairá            |          |          |          |          |
| Sportivo Campo 9      | –         | General Garay               |          |          |          |          |
| Guarani (Minga Guazú) | –         | Ovetense                    |          |          |          |          |

| Fecha 13                    | Fecha 13  | Fecha 13              | Fecha 13 | Fecha 13 | Fecha 13 | Fecha 13 |
| Equipo 1                    | Resultado | Equipo 2              | Estadio  | Día      | Hora     |          |
| --------------------------- | --------- | --------------------- | -------- | -------- | -------- | -------- |
| General Garay               | –         | 13 de Junio           |          |          |          |          |
| Salto del Guairá            | –         | Patriotas             |          |          |          |          |
| Nacional (Salto del Guairá) | –         | Ovetense              |          |          |          |          |
| Sportivo Campo 9            | –         | Guarani (Minga Guazú) |          |          |          |          |

| Fecha 14              | Fecha 14  | Fecha 14                    | Fecha 14 | Fecha 14 | Fecha 14 | Fecha 14 |
| Equipo 1              | Resultado | Equipo 2                    | Estadio  | Día      | Hora     |          |
| --------------------- | --------- | --------------------------- | -------- | -------- | -------- | -------- |
| Ovetense              | –         | Salto del Guairá            |          |          |          |          |
| Patriotas             | –         | General Garay               |          |          |          |          |
| 13 de Junio           | –         | Sportivo Campo 9            |          |          |          |          |
| Guarani (Minga Guazú) | –         | Nacional (Salto del Guairá) |          |          |          |          |

## Segunda fase
Se dividieron en 2 grupos de 4 clubes. Clasificarán los 2 mejores de cada grupo.

### Grupo 1
| Pos. | Equipo     | Pts. | PJ | G | E | P | GF | GC | Dif. |  |
| ---- | ---------- | ---- | -- | - | - | - | -- | -- | ---- |  |
| 1    | 1° Grupo A | 0    | 0  | 0 | 0 | 0 | 0  | 0  | 0    |  |
| 2    | 2° Grupo B | 0    | 0  | 0 | 0 | 0 | 0  | 0  | 0    |  |
| 3    | 3° Grupo A | 0    | 0  | 0 | 0 | 0 | 0  | 0  | 0    |  |
| 4    | 4° Grupo B | 0    | 0  | 0 | 0 | 0 | 0  | 0  | 0    |  |

Actualizado a los partidos jugados el 23 de julio de 2025.
 Fuente: APF
| SF | Clasificados a Semifinales |

| Fecha 1      | Fecha 1   | Fecha 1      | Fecha 1 | Fecha 1 | Fecha 1 | Fecha 1 |
| Equipo 1     | Resultado | Equipo 2     | Estadio | Día     | Hora    |         |
| ------------ | --------- | ------------ | ------- | ------- | ------- | ------- |
| Bandera de ? | –         | Bandera de ? |         |         |         |         |
| Bandera de ? | –         | Bandera de ? |         |         |         |         |

| Fecha 2      | Fecha 2   | Fecha 2      | Fecha 2 | Fecha 2 | Fecha 2 | Fecha 2 |
| Equipo 1     | Resultado | Equipo 2     | Estadio | Día     | Hora    |         |
| ------------ | --------- | ------------ | ------- | ------- | ------- | ------- |
| Bandera de ? | –         | Bandera de ? |         |         |         |         |
| Bandera de ? | –         | Bandera de ? |         |         |         |         |

| Fecha 3      | Fecha 3   | Fecha 3      | Fecha 3 | Fecha 3 | Fecha 3 | Fecha 3 |
| Equipo 1     | Resultado | Equipo 2     | Estadio | Día     | Hora    |         |
| ------------ | --------- | ------------ | ------- | ------- | ------- | ------- |
| Bandera de ? | –         | Bandera de ? |         |         |         |         |
| Bandera de ? | –         | Bandera de ? |         |         |         |         |

| Fecha 4      | Fecha 4   | Fecha 4      | Fecha 4 | Fecha 4 | Fecha 4 | Fecha 4 |
| Equipo 1     | Resultado | Equipo 2     | Estadio | Día     | Hora    |         |
| ------------ | --------- | ------------ | ------- | ------- | ------- | ------- |
| Bandera de ? | –         | Bandera de ? |         |         |         |         |
| Bandera de ? | –         | Bandera de ? |         |         |         |         |

| Fecha 5      | Fecha 5   | Fecha 5      | Fecha 5 | Fecha 5 | Fecha 5 | Fecha 5 |
| Equipo 1     | Resultado | Equipo 2     | Estadio | Día     | Hora    |         |
| ------------ | --------- | ------------ | ------- | ------- | ------- | ------- |
| Bandera de ? | –         | Bandera de ? |         |         |         |         |
| Bandera de ? | –         | Bandera de ? |         |         |         |         |

| Fecha 6      | Fecha 6   | Fecha 6      | Fecha 6 | Fecha 6 | Fecha 6 | Fecha 6 |
| Equipo 1     | Resultado | Equipo 2     | Estadio | Día     | Hora    |         |
| ------------ | --------- | ------------ | ------- | ------- | ------- | ------- |
| Bandera de ? | –         | Bandera de ? |         |         |         |         |
| Bandera de ? | –         | Bandera de ? |         |         |         |         |

### Grupo 2
| Pos. | Equipo     | Pts. | PJ | G | E | P | GF | GC | Dif. |  |
| ---- | ---------- | ---- | -- | - | - | - | -- | -- | ---- |  |
| 1    | 1° Grupo B | 0    | 0  | 0 | 0 | 0 | 0  | 0  | 0    |  |
| 2    | 2° Grupo A | 0    | 0  | 0 | 0 | 0 | 0  | 0  | 0    |  |
| 3    | 3° Grupo B | 0    | 0  | 0 | 0 | 0 | 0  | 0  | 0    |  |
| 4    | 4° Grupo A | 0    | 0  | 0 | 0 | 0 | 0  | 0  | 0    |  |

Actualizado a los partidos jugados el 23 de julio de 2023.
 Fuente: APF
| SF | Clasificados a Semifinales |

| Fecha 1      | Fecha 1   | Fecha 1      | Fecha 1 | Fecha 1 | Fecha 1 | Fecha 1 |
| Equipo 1     | Resultado | Equipo 2     | Estadio | Día     | Hora    |         |
| ------------ | --------- | ------------ | ------- | ------- | ------- | ------- |
| Bandera de ? | –         | Bandera de ? |         |         |         |         |
| Bandera de ? | –         | Bandera de ? |         |         |         |         |

| Fecha 2      | Fecha 2   | Fecha 2      | Fecha 2 | Fecha 2 | Fecha 2 | Fecha 2 |
| Equipo 1     | Resultado | Equipo 2     | Estadio | Día     | Hora    |         |
| ------------ | --------- | ------------ | ------- | ------- | ------- | ------- |
| Bandera de ? | –         | Bandera de ? |         |         |         |         |
| Bandera de ? | –         | Bandera de ? |         |         |         |         |

| Fecha 3      | Fecha 3   | Fecha 3      | Fecha 3 | Fecha 3 | Fecha 3 | Fecha 3 |
| Equipo 1     | Resultado | Equipo 2     | Estadio | Día     | Hora    |         |
| ------------ | --------- | ------------ | ------- | ------- | ------- | ------- |
| Bandera de ? | –         | Bandera de ? |         |         |         |         |
| Bandera de ? | –         | Bandera de ? |         |         |         |         |

| Fecha 4      | Fecha 4   | Fecha 4      | Fecha 4 | Fecha 4 | Fecha 4 | Fecha 4 |
| Equipo 1     | Resultado | Equipo 2     | Estadio | Día     | Hora    |         |
| ------------ | --------- | ------------ | ------- | ------- | ------- | ------- |
| Bandera de ? | –         | Bandera de ? |         |         |         |         |
| Bandera de ? | –         | Bandera de ? |         |         |         |         |

| Fecha 5      | Fecha 5   | Fecha 5      | Fecha 5 | Fecha 5 | Fecha 5 | Fecha 5 |
| Equipo 1     | Resultado | Equipo 2     | Estadio | Día     | Hora    |         |
| ------------ | --------- | ------------ | ------- | ------- | ------- | ------- |
| Bandera de ? | –         | Bandera de ? |         |         |         |         |
| Bandera de ? | –         | Bandera de ? |         |         |         |         |

| Fecha 6      | Fecha 6   | Fecha 6      | Fecha 6 | Fecha 6 | Fecha 6 | Fecha 6 |
| Equipo 1     | Resultado | Equipo 2     | Estadio | Día     | Hora    |         |
| ------------ | --------- | ------------ | ------- | ------- | ------- | ------- |
| Bandera de ? | –         | Bandera de ? |         |         |         |         |
| Bandera de ? | –         | Bandera de ? |         |         |         |         |

## Fase final
|  | Semifinales | Semifinales | Semifinales | Semifinales | Semifinales |  |  | Final | Final | Final |  |
|  |             |             |             |             |             |  |  |       |       |       |  |
|  |             |             |             |             |             |  |  |       |       |       |  |
|  | 1° Grupo 1  |             |             |             |             |  |  |       |       |       |  |
|  |             |             |             |             |             |  |  |       |       |       |  |
|  | 2° Grupo 2  |             |             |             |             |  |  |       |       |       |  |
|  |             |             |             |             |             |  |  |       |       |       |  |
|  |             |             |             |             |             |  |  |       |       |       |  |
|  |             |             |             |             |             |  |  |       |       |       |  |
|  | 1° Grupo 2  |             |             |             |             |  |  |       |       |       |  |
|  |             |             |             |             |             |  |  |       |       |       |  |
|  | 2° Grupo 1  |             |             |             |             |  |  |       |       |       |  |
|  |             |             |             |             |             |  |  |       |       |       |  |
|  |             |             |             |             |             |  |  |       |       |       |  |

Obs: El equipo que clasifique segundo en su respectivo grupo será local en los partidos de ida. Los primeros de grupo serán locales en la vuelta.
| Semifinales  | Semifinales | Semifinales  | Semifinales | Semifinales | Semifinales | Semifinales |
| Equipo 1     | Resultado   | Equipo 2     | Estadio     | Día         | Hora        |             |
| ------------ | ----------- | ------------ | ----------- | ----------- | ----------- | ----------- |
| Bandera de ? | –           | Bandera de ? |             |             |             |             |
| Bandera de ? | –           | Bandera de ? |             |             |             |             |
| Bandera de ? | –           | Bandera de ? |             |             |             |             |
| Bandera de ? | –           | Bandera de ? |             |             |             |             |

| Final        | Final     | Final        | Final   | Final | Final |
| Equipo 1     | Resultado | Equipo 2     | Estadio | Día   | Hora  |
| ------------ | --------- | ------------ | ------- | ----- | ----- |
| Bandera de ? | –         | Bandera de ? |         |       |       |

## Goleadores
| Pos. | Jugador          | Equipos               | Goles |
| ---- | ---------------- | --------------------- | ----- |
| 1    | Julio Villalba   | 3 de Febrero          | 3     |
| 2    | Arnaldo González | 3 de Febrero          | 1     |
| 3    | Roberto Ovelar   | 3 de Febrero          | 1     |
| 4    | Fredy Morales    | Deportivo Minga Guazú | 1     |
| 5    | Alex Duarte      | Deportivo Minga Guazú | 1     |
| 6    | José Pereira     | Sportivo Campo 9      | 1     |
| 7    | Alcides Bernal   | Patriotas             | 1     |
| 8    | David Cabrera    | Ovetense FC           | 1     |
| 9    | Lenon Farias     | Patriotas             | 1     |
| 10   |                  |                       |       |

## Campeón
|          |
| - título |

## Repechaje por el ascenso
El campeón del campeonato disputará partidos de ida y vuelta contra el subcampeón de la Primera División B por un cupo de ascenso a la Segunda División para la temporada 2026.
| Ida; |  | vs. |  |  |  |

| Vuelta; |  | vs. |  |  |  |